# Grzyby nagrzybne

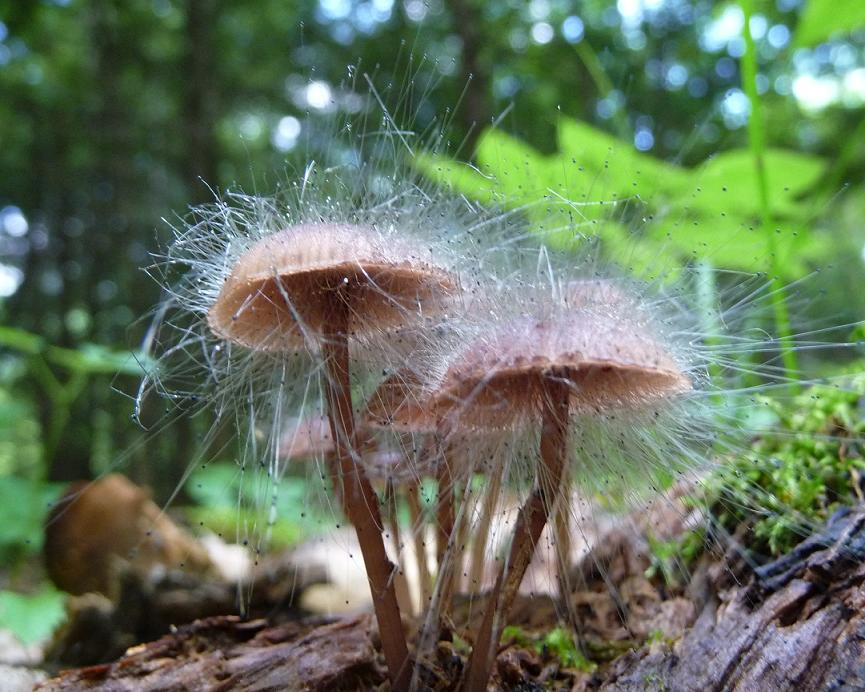
Szpileczka czerniejąca na grzybówce

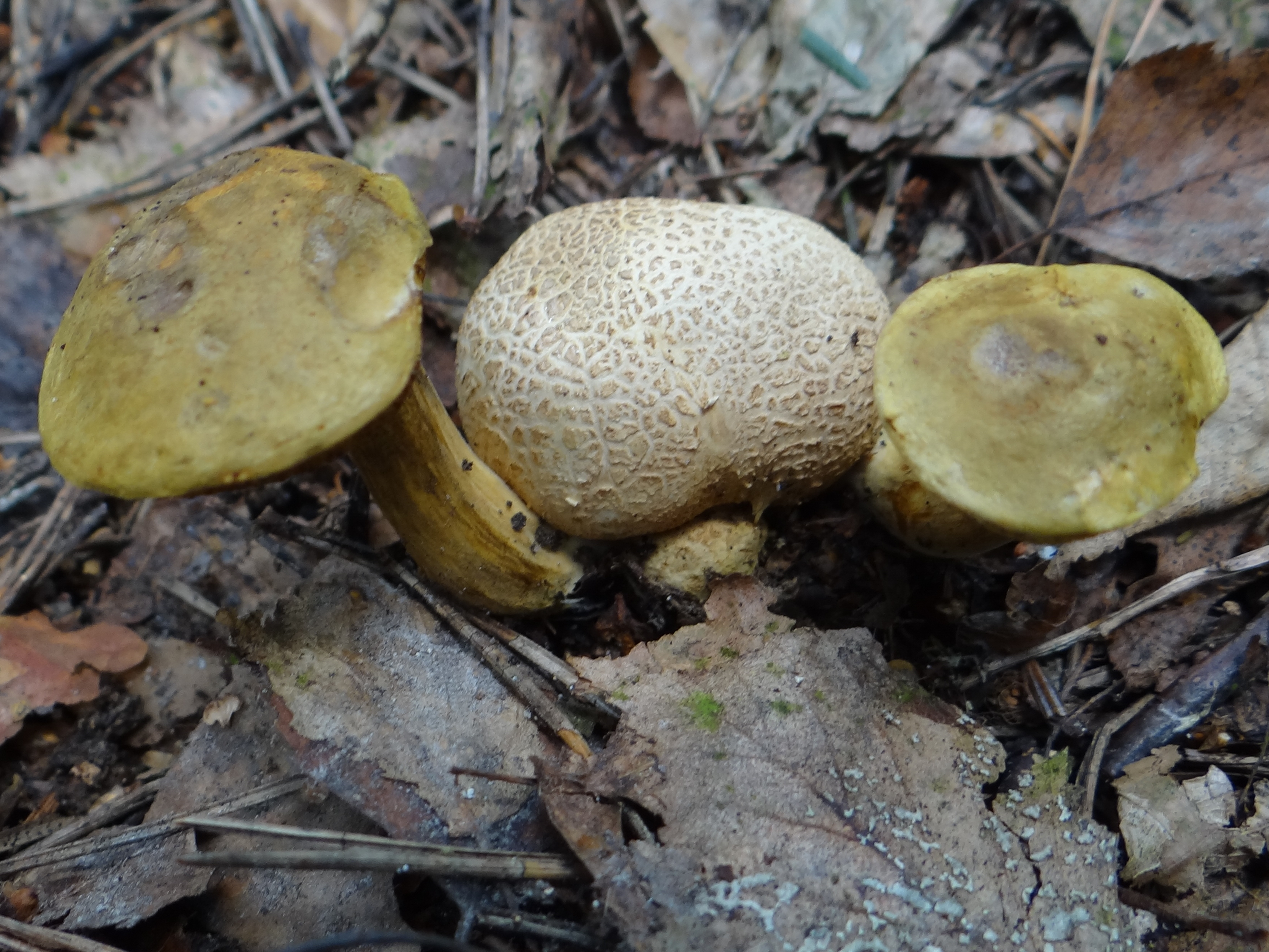
Borowikowiec tęgoskórowy na tęgoskórze

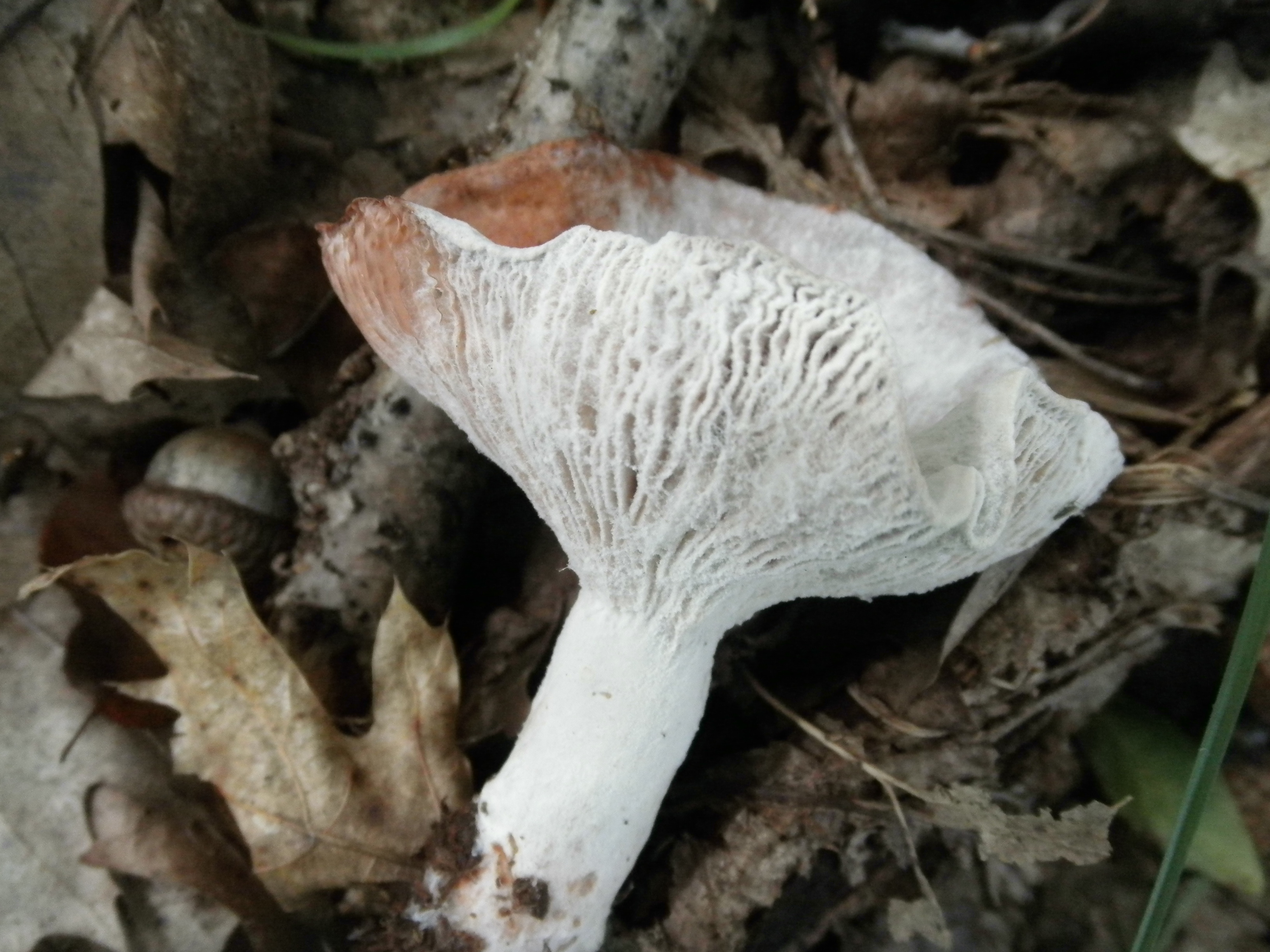
Hypomyces ochraceus na gołąbku

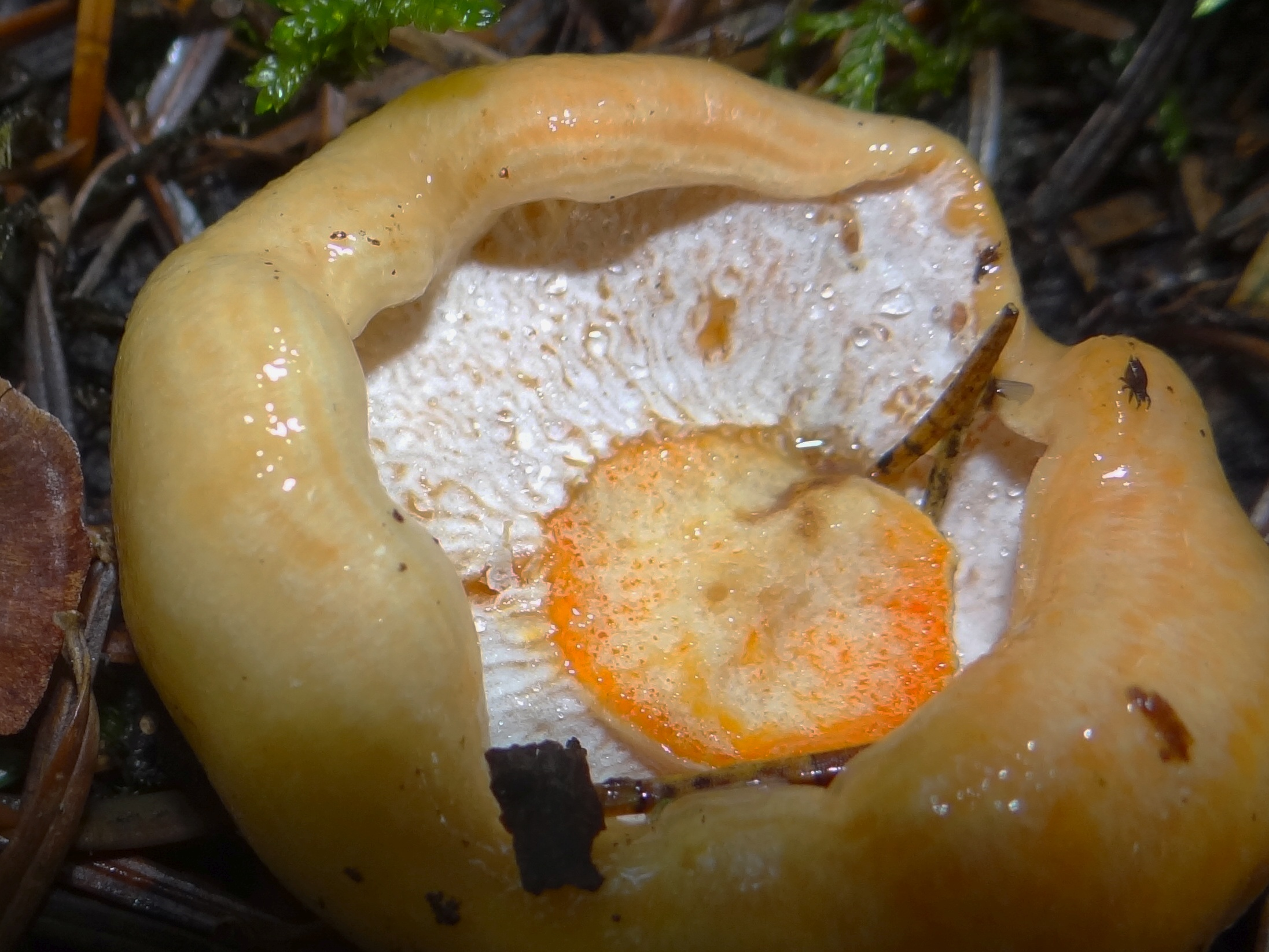
Podgrzybnica ceglasta na mleczaju świerkowym

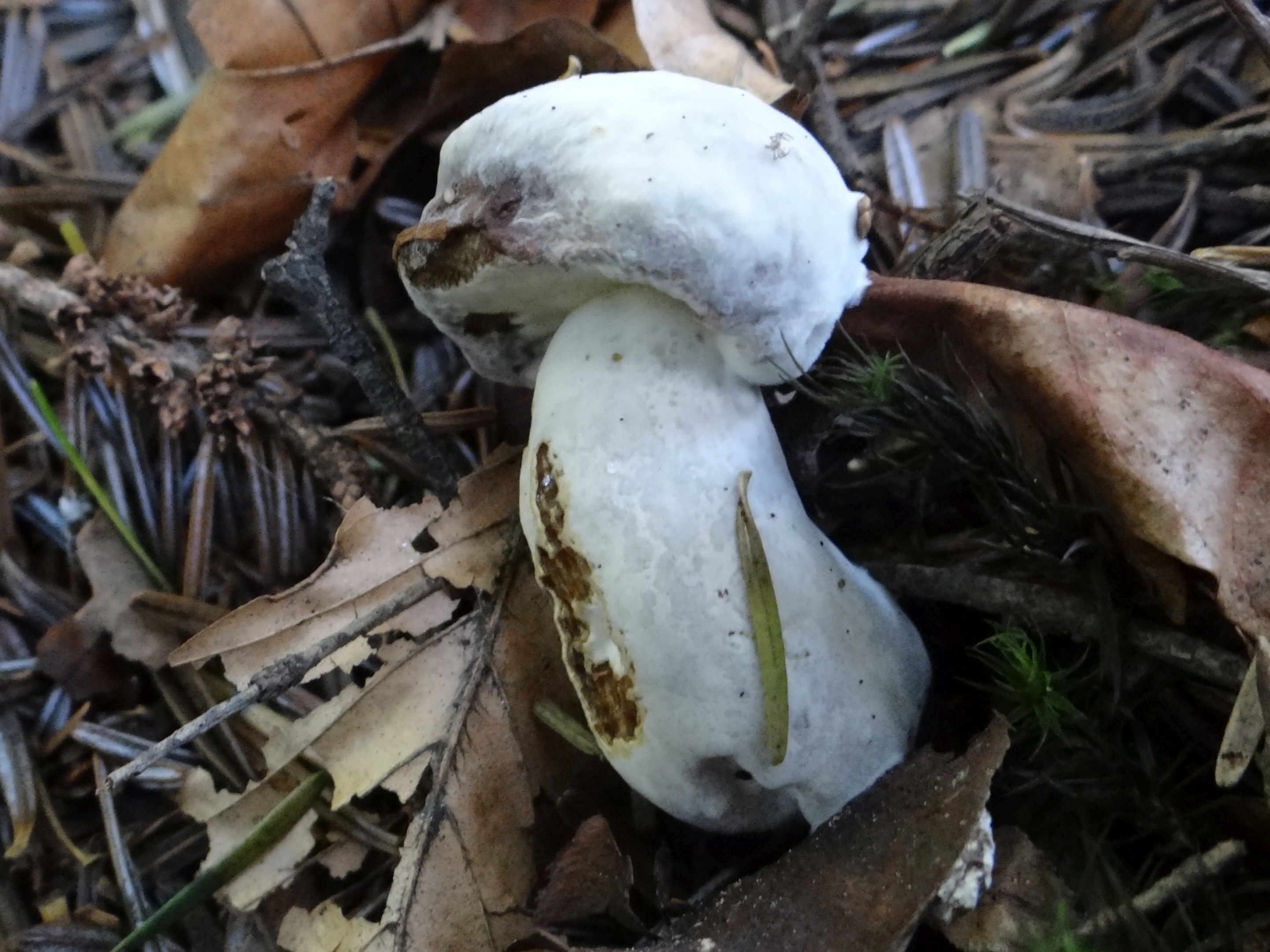
Podgrzybnica złotopylna na podgrzybku

Grzyby nagrzybne (ang. fungicolous fungi) – grzyby rozwijające się na innych grzybach jako ich pasożyty lub saprotrofy. Według chińskich mykologów na świecie jest około 1550 gatunków grzybów nagrzybnych i w swojej pracy podają ich wykaz.
Jednym z pierwszych mykologów, którzy zwrócili uwagę na te grzyby, był pochodzący z Wrocławia Joseph Schröter, który w 1886 r. opublikował o nich pracę pt. „Über de auf Hutpilzen vorkommenden Mucorineen”. Grzyby nagrzybne występują we wszystkich grupach grzybów, poczynając od grzybów niższych poprzez Mucoromycota i workowce Ascomycetes po podstawczaki Bazydiomycetes. Szczególnie wiele ich przedstawicieli występuje w rzędzie pleśniakowców Mucorales. Niektóre pasożytują na tzw. pleśniach, jak np. Chaetocladium, Piptocephalis, Syncephalis, Mucor. Wśród podstawczaków jest ich najmniej, w mykobiocie Polski są to m.in. pieniążek ciemnobulwkowy Collybia tuberosa, grzybolubka lepka Asterophora parasitica i grzybolubka purchawkowata Asterophora lycoperdoides.
Większość gatunków łatwo daje się hodować na podłożach hodowlanych, dzięki czemu dokładnie poznano ich rozwój i wymagania.

## Rozwój grzybów nagrzybnych
Najważniejszymi czynnikami wpływającymi na rozwój grzybów nagrzybnych są woda i temperatura. Woda w glebie ma znaczenie tylko dla ich żywicieli, gdyż grzyby nagrzybne pobierają wodę i składniki pokarmowe od swoich żywicieli, istotna jest natomiast wilgotność powietrza. Niektóre gatunki, np. Cladobotryum verticillatum, rozwijają się głównie 2–3 dni po deszczach, inne, np. szpileczka czerniejąca Spinellus fusiger, występują głównie na siedliskach stale wilgotnych. Wilgotność powietrza czasami ma wpływ na rodzaj zarodnikowania, np. podgrzybnica złotopylna Hypomyces chrysospermus przy niskiej wilgotności powietrza zatrzymuje wytwarzanie zarodników konidialnych, zaczyna natomiast tworzyć przetrwalnikowe chlamydospory, podgrzybnica pomarańczowa Hypomyces aurantius i podgrzybnica Hypomyces ochraceus zamiast bezpłciowych konidiów przechodzą na wytwarzanie płciowych askospor w perytecjach.
Drugi ważny czynnik to temperatura. Podgrzybnica pomarańczowa jest wyraźnie zimnolubna i pojawia się w październiku, rozwija przez całą zimę i wiosną zanika. Hypomyces ochraceus natomiast preferuje wyższe temperatury i pojawia się głównie od początku lipca do początku września. Inne są mało wrażliwe na temperaturę, np. podgrzybnica złotopylna pojawia się w sezonie masowego występowania grzybów, czyli od końca lipca do mrozów.
Niektóre grzyby nagrzybne są monofagami związanymi z określoną tylko grupą grzybów, inne są polifagami. Podgrzybnica złotopylna pasożytuje zarówno na borowikach Boletus, jak i na blaszkowcach, Hypomyces ochraceus głównie na gołąbkach Russula, ale także na blaszkowcach. Podgrzybnica koralówkowa Hypomyces linkii pasożytuje głównie na muchomorach Amanita, podgrzybnica ceglasta Hypomyces lateritius na mleczajach Lactarius, gatunki z rodzaju Spinellus na grzybówkach Mycena i pokrewnych gatunkach. Daje się zauważyć pewna prawidłowość; gatunki monofagiczne są przeważnie bezwzględnymi pasożytami, polifagi są pasożytami fakultatywnymi. Przykładem tych ostatnich są np. Mortierella candelabrum, czy Syzygites megalocarpus, które są zarówno pasożytami, jak i saprotrofami i rozwijają się na licznych gatunkach grzybów, a także na innym podłożu organicznym.
Niektóre grzyby nagrzybne powodują w danym terenie epidemię, masowo porażając wszystkie lub niemal wszystkie okazy swoich żywicieli. Są to głównie przedstawiciele podgrzybnic Hypomyces: H. ochraceus, podgrzybnica złotopylna, koralówkowa i ceglasta. Gatunki te mają znaczenie gospodarcze, gdyż atakują popularne grzyby jadalne znajdujące się w rejestrze grzybów dopuszczonych do obrotu handlowego.

## Interakcje międzygatunkowe
Między grzybami występuje kilka typów międzygatunkowych oddziaływań:
- mutualizm, czyli współżycie korzystne dla obydwu gatunków. Np. gatunki Rozella to endobionty żyjące wewnątrz strzępek Blastocladiomycota, Chytridiomycota i Oomycota, jednakże współżycie to przynosi korzyść obydwu grzybom;
- komensalizm, czyli współżycie korzystne dla jednego, obojętne dla drugiego organizmu. Występuje głównie w obrębie workowców i podstawczaków;
- pasożytnictwo, gdy jeden organizm odnosi korzyści kosztem drugiego. To najczęściej spotykany typ współżycia między grzybami;
- neutralizm. Gdy współżycie między grzybami nie przynosi im ani szkody, ani pożytku. Jest to powszechne wśród wielkoowocnikowych grzybów w lasach.

Te typy współżycia nie są jednak jednoznaczne. Przejście od neutralizmu do komensalizmu, czy do drobnego pasożytnictwa i do saprofityzmu na umierających lub martwych żywicielach w dużej mierze zależy od zdrowia żywicieli i stanu równowagi czynników biotycznych i abiotycznych środowiska.
U grzybów nagrzybnych istnieje 6 sposobów nawiązywania kontaktu z innymi grzybami:
- fuzja. W ścianach strzępek żywiciela tworzą się mikropory, przez które następuje kontakt cytoplazmy, pobieranie składników odżywczych i wymiana genetyczna;
- ssawki. Strzępki grzybów pasożytniczych znajdują się na zewnątrz żywiciela, ale tworzą ssawki wnikające do wnętrza strzępek żywiciela. Wyróżnia się ssawki cystoidalne występujące u Pucciniomycotina i ssawki tremelloidalne występujące u Tremellomycetes;
- wewnątrzkomórkowy. Pasożyt całkowicie przedostaje się do wnętrza strzępek żywiciela. Np. Ampelomyces quisqualis wytwarza wewnątrz strzępek żywiciela pyknidia, konidiofory i niedojrzałe owocniki i często doprowadza do jego śmierci;
- bezkontaktowy nekrotrofizm. Strzępki pasożytów nie mają kontaktu ze strzępkami żywiciela, nie tworzą też ssawek, ale wydzielają substancje chemiczne powodujące obumarcie komórek gospodarza. Dopiero wtedy odżywiają się nimi jako saprotrofy;
- kontaktowy nekrotrofizm. Strzępki grzyba oplątują strzępki żywiciela, nie wnikają do nich, ale powodują silną proliferację ściany komórkowej, wskutek czego ich cytoplazma szybko się rozpada. Wówczas już jako saprotrofy pobierają z niej substancje pokarmowe.